# جامعة سارلاند

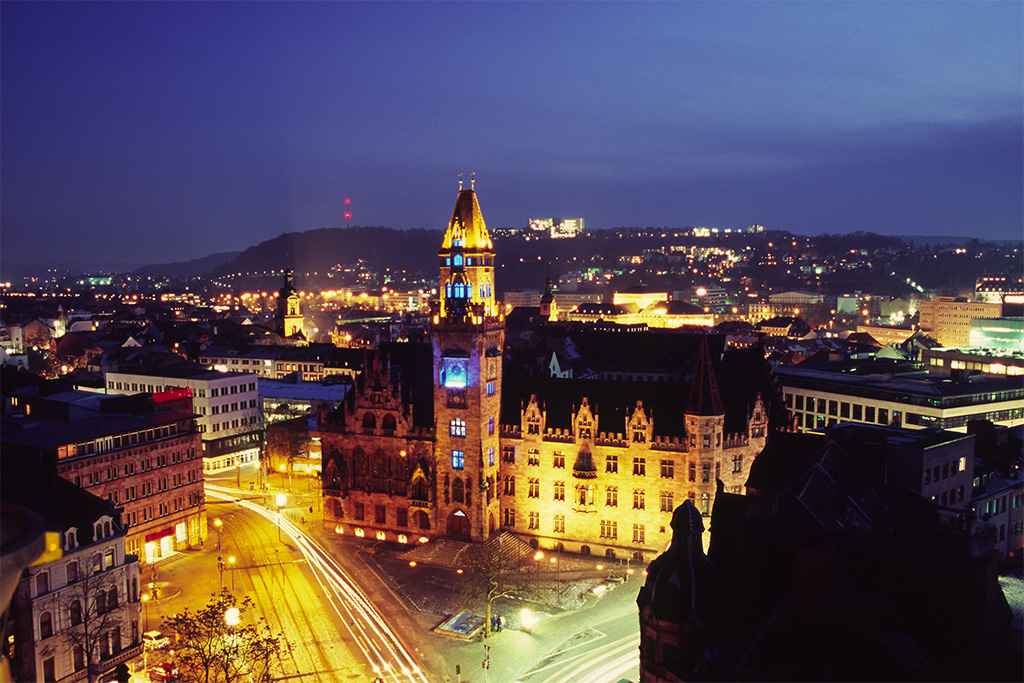
ساربروكن

جامعة السارلاند (بالألمانية: Universität des Saarlandes)، هي الجامعة الأولى بولاية سارلاند بألمانيا، وواحدة من أهم الجامعات في البحوث المتقدمة وتقع في جنوب غربي ألمانيا، تمت بمقتضى اتفاقية بين فرنسا وألمانيا في سنة 1948، وتشمل كافة مجالات العلوم.
لها حرم جامعي في مدينة ساربروكن به تقريباً كافة الاختصاصات من هندسة وكيمياء وصيدلة وبيولوجيا واقتصاد وآداب، وحرم جامعي ثاني بمدينة هومبورج خاص بطلبة الطب وطب الأسنان وجزء من أقسام الصيدلة.
في عام 2007، دخلت الجامعة في ضمن «جامعة للتميز - University of Excellence»،
وبدأت كلية الدراسات العليا في علوم الحاسب الآلي وكتلة التميز والتفاعل المتعدد الوسائط الحوسبة Multimodal Computing and Interaction
في الحصول على تمويل من الوزارة الاتحادية للتعليم والبحث العلمي.
وقد جلبت بذلك انظار كبرى الشركات العالمية المتخصصة برقاقات ومعالجات الكمبيوتر والهندسة المعلوماتية كشركة Intel -إنتل، التي قررت الاستثمار بالجامعة وبناء مركز بحث لها قدرت كلفة أشغاله ب-ميلون12 يورو،
وبالإضافة إلى ذلك، تم تكريم 9 الأكاديميين مع أعلى جائزة البحوث الألمانية، جائزة غوتفريد لايبنتز ويلهلم Gottfried Wilhelm Leibniz Prize.

## التاريخ
أُسِّسَت جامعة سارلاند بعد الحرب العالمية الثانية، في نوفمبر عام 1948 بدعم من الحكومة الفرنسية وتحت رعاية جامعة نانسي الفرنسية.
في ذلك الوقت، وجدت سارلاند نفسها في وضع خاص كونها مستقلة جزئيًا وترتبط بفرنسا عن طريق الاتحاد الاقتصادي والنقدي. بفضل مزيجها من التقاليد التعليمية الألمانية والفرنسية ولغتي التعليم المزدوجتين، كان للجامعة منظور أوروبي منذ البداية. قبل تأسيس الجامعة، تم تقديم دورات تدريبية إكلينيكية لطلاب الطب في المستشفى الحكومي، ومستشفى جامعة سارلاند، في هومبورغ، سارلاند، في يناير 1946، وتم إنشاء «مركز الجامعات للدراسات العليا في هومبورغ» في 8 مايو 1947 تحت رعاية جامعة نانسي. يمكن للطلاب في بعض التخصصات الحصول على شهادات من كلا الجامعتين.
أول رئيس للجامعة المستقلة في عام 1948 كان جان باريول. في العام نفسه، قدمت الجامعة الدورات الأولى في القانون والفلسفة واللغات.
في الخمسينيات من القرن الماضي، انضمت جامعة سارلاند إلى رابطة الجامعات الألمانية الغربية وقبلت هيكل تنظيمي جديد أكثر مركزية. تم تأسيس معهد أوروبا كمركز أبحاث للسياسة والقانون الأوروبي.
في عام 1990 تم إنشاء كلية التكنولوجيا. الجامعة يكتسب باطراد مكانة البحث الرائدة في مجال تكنولوجيا المعلومات.

## الكليات والبرامج الدراسية
تنقسم الجامعة إلى ست كليات:
كلية العلوم الإنسانية والتجارية
كلية الطب
كلية الرياضيات وعلوم الحاسوب
كلية العلوم الطبيعية والتكنولوجيا
كلية العلوم الإنسانية
كلية الحقوق

## الملف الأكاديمي

### الأبحاث
تشتهر جامعة سارلاند بالبحث في علوم الكمبيوتر وأمن المعلومات من مركز CISPA، تكنولوجيا النانو والطب والعلاقات الأوروبية والسياسة والقانون.
يضم الحرم الجامعي والمنطقة المحيطة به العديد من المعاهد البحثية المتخصصة، المنتسبة إلى العديد من جمعيات البحث المستقلة البارزة والشركات الخاصة، والتي تركز على الأبحاث الأولية والتطبيقية.
منها
- مركز الأبحاث الألماني للذكاء الاصطناعي—German Research Centre for Artificial Intelligence - DFKI
- ماكس بلانك لمعهد علوم الحاسب الآلي—Max-Planck-Institute for Computer Science
- مركز هلمهولتز لأمن المعلومات - The Helmholtz Center for Information Security
- ماكس بلانك معهد نظم البرمجيات—Max-Planck-Institute for Software Systems
- معهد نظم المعلومات—The Institute for Information Systems
- فراونهوفر—Fraunhofer IZFP
- معهد فراونهوفر للهندسة الطبية الحيوية—Fraunhofer Institute for Biomedical Engineering
- جمعية التكنولوجيا في العمليات المتوافقة بيئيا—Society for Environmentally Compatible Process Technology
- معهد للمجتمع من أجل تعزيز البحوث التطبيقية المعلومات—Institut of the society for the promotion of the applied information research
- لايبنتز، معهد المواد الجديدة المعهد الوطني—Leibniz-Institute for New Materials INM
- معهد علم الوجود الرسمي والعلوم الطبية المعلومات—Institute for Formal Ontology and Medical Information Science - IFOMIS
- المؤتمر الدولي ومركز الأبحاث لعلوم الحاسب الآلي—The International Conference and Research Center for Computer Science
- معهد كوريا للعلوم والتكنولوجيا جمعية بحوث أوروبا.--Korea Institute of Science and Technology Europe Research Society.
- مركز المعلوماتية الحيوية سار—Centre for Bio-informatics Saar

## التعليم
توفر جامعة سارلاند مجموعة واسعة من التخصصات ومجموعة متنوعة من المؤهلات النهائية المقدمة (دبلومة وماجيستير وشهادة دكتوراه واختبارات دولية ومؤهلات البكالوريوس والماجستير).
تعد الموضوعات الأكثر تقليدية مثل إدارة الأعمال والاقتصاد والقانون والطب جزءًا لا يتجزأ من جامعة سارلاند مثل برامج الدرجات الجديدة التي تطورت من خلال التعاون المتعدد التخصصات الحديث والتي تعكس الطلب المتزايد على مثل هذه المؤهلات في سوق العمل اليوم. ومن الأمثلة على هذه الدورات الجديدة "علم الأحياء مع التركيز بشكل خاص على البيولوجيا البشرية والبيولوجيا الجزيئية"، وعلم الأحياء / علم الأحياء الحسابي "، و" هندسة الميكاترونيك "، و" المواد الدقيقة والبنية النانوية "، و" تكنولوجيا الكمبيوتر والاتصالات "، و" المنحى تاريخياً " الدراسات الثقافية و "العلوم الثقافية الفرنسية والتواصل بين الثقافات".
تنظم جامعة سارلاند والجامعات الأجنبية الشريكة دورات دراسية متكاملة، والتي يمكن أن تؤدي إلى منح شهادة مشتركة، في مجالات إدارة الأعمال والفيزياء والكيمياء وعلوم المواد وفي البرنامج متعدد التخصصات «الدراسات الفرنسية الألمانية عبر الحدود» '.
الجامعة مسؤولة أيضًا عن إجراء دورات متعلقة بعلوم الحاسب الآلي للطلاب المسجلين في برامج الدراسات العليا في MPI لعلوم الكمبيوتر و MPI لأنظمة البرمجيات. جامعة سارلاند هي واحدة من الجامعات القليلة في ألمانيا حيث يتم تدريس برنامج الماجستير بأكمله في علوم الكمبيوتر باللغة الإنجليزية.

## الرسوم
ألغيت رسوم الدراسة فيها من جديد في صيف 2010 بعد أن كان على الطلبة دفع رسوم الدراسة كل سداسية.
تتميز الجامعة بتوجهها العالمي إذ أنها تضم عدد هام من الطلبة الأجانب،
- الموقع الرسمي